# 亚伯拉罕·伊萨克·库克

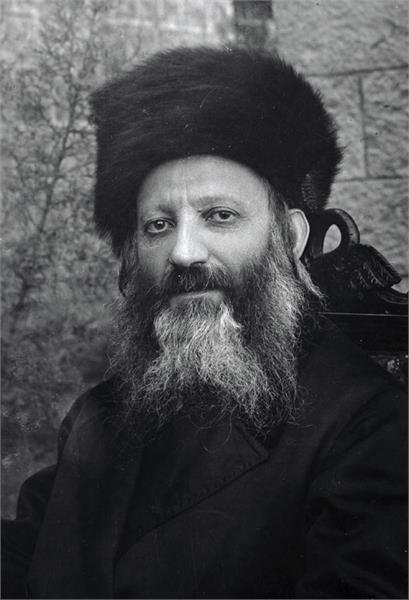
亚伯拉罕·伊萨克·库克

亚伯拉罕·伊萨克·库克(希伯來語： אַבְרָהָם יִצְחָק הַכֹּהֵן קוּק，1865年9月7日 - 1935年9月1日） 是一位猶太教正統派拉比，也是巴勒斯坦託管地第一位阿什肯纳兹系以色列首席拉比。他支持宗教錫安主義。